# 紅眼咖啡
红眼咖啡(red eye)是一种咖啡饮品，它是在滴漏式咖啡中加上一份濃縮咖啡形成的。有时将加入兩份濃縮咖啡的滴漏式咖啡称为黑眼咖啡。它们多出现在咖啡店的菜单上。